# Tîsaașvan, Ujhorod
Tîsaașvan (în ucraineană Тисаашвань) este localitatea de reședință a comunei Tîsaașvan din raionul Ujhorod, regiunea Transcarpatia, Ucraina.

## Demografie
Componența lingvistică a localității Tîsaașvan
     Maghiară (95,66%)
     Ucraineană (3,52%)
     Alte limbi (0,7%)
Conform recensământului din 2001, majoritatea populației localității Tîsaașvan era vorbitoare de maghiară (95,66%), existând în minoritate și vorbitori de ucraineană (3,52%).